# Macrodactylus subspinosus
Macrodactylus subspinosus es un escarabajo de Norteamérica que pertenece a la familia Scarabaeidae. M. subspinosus se encuentra desde el Este de Canadá hasta el estado de Colorado, y es considerado una plaga agrícola de muchos cultivos y flores. Los miembros del género Macrodactylus son llamados "rose chafers" porque consumen las hojas de los rosales, aunque también se alimentan de muchas otras plantas. En Europa, el nombre "rose chafer" se usa para otra especie de escarabajo, Cetonia aurata.  

## Identificación
Este escarabajo tiene un cuerpo de color marrón-amarillento que mide aproximadamente 8-13 mm (0,3-0,5 pulgadas) de longitud, con alas que no cubren completamente el abdomen. Tiene seis patas largas, espinosas y color marrón-rojizo, que gradualmente se tornan más oscuras hacia el extremo. Posee dos antenas cortas con una maza apical compuesta por los últimos tres segmentos, largos y aplanados, y sus partes bucales son masticadoras.
Su cuerpo está cubierto de pelos amarillos opacos que le dan un color característico, sin embargo con la edad y la actividad diaria los pelos se caen de la cabeza y el tórax revelando un color negro. Por consiguiente, es posible distinguir entre individuos jóvenes y viejos, pues estos últimos tienen menos pelos y son más oscuros en coloración. Las hembras tienden a perder más pelos, especialmente en el tórax debido al proceso de apareamiento, y pueden también tener una coloración más oscura. Las hembras generalmente son más robustas que los machos.
Los huevos de M. susbpinosus miden alrededor de 1 mm de longitud y son ovales, blancos y brillantes. La larva es blanca y con forma de C, y desarrolla una cápsula marrón en la cabeza y tres pares de patas cuando madura. La pupa es marrón-amarillenta en color y mide cerca de 15 mm de longitud.

## Historia natural

### Ciclo de vida

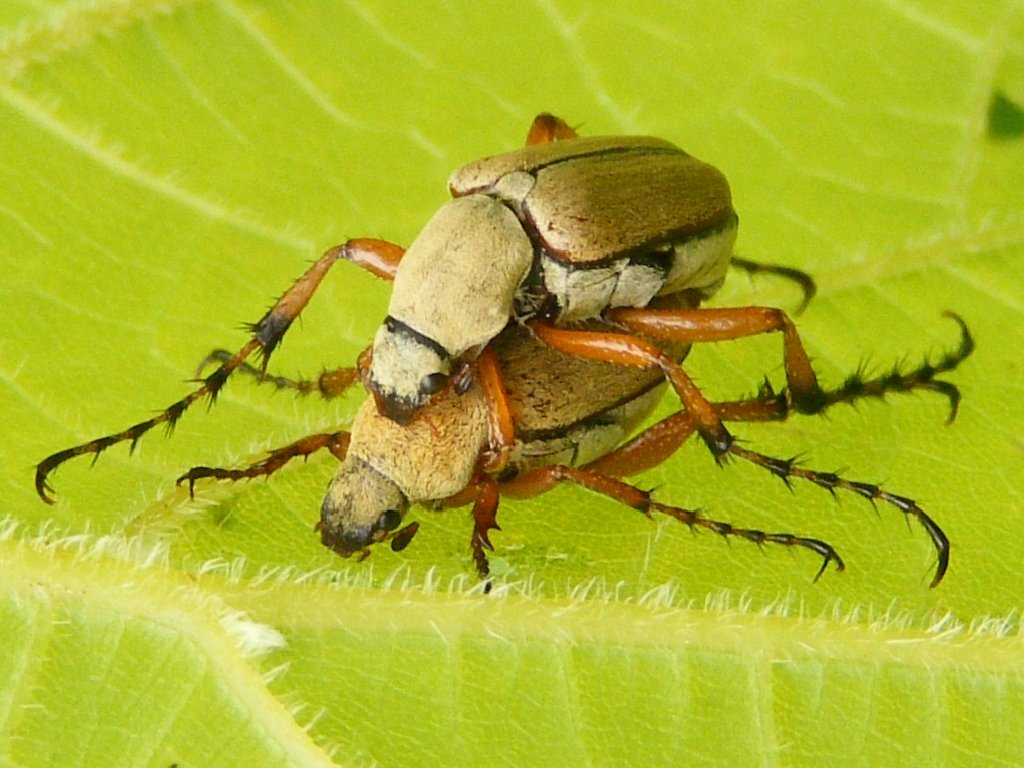
Pareja de Macrodactylus subspinosus en apareamiento.

Como miembro del orden Coleoptera, Macrodactylus subspinosus sufre metamorfosis completa durante su desarrollo. A finales de mayo, la larva de 18 mm de longitud se transforma en una pupa después de haber hibernado en el suelo a considerable profundidad. Una vez emergidos de la cápsula de la pupa, los adultos viven por 3-6 semanas, durante las cuales se alimentan de plantas y se aparean. Los huevos son puestos en suelos arenosos, a 15 cm de profundidad, y eclosionan en 1-3 semanas. Esta nueva generación de larvas se alimentará de las raíces de hierbas, maleza, y algunas plantas ornamentales de jardín durante el resto del verano, antes de enterrarse en el suelo para hibernar; estas larvas emergirán como adultos el año siguiente.

### Comportamiento

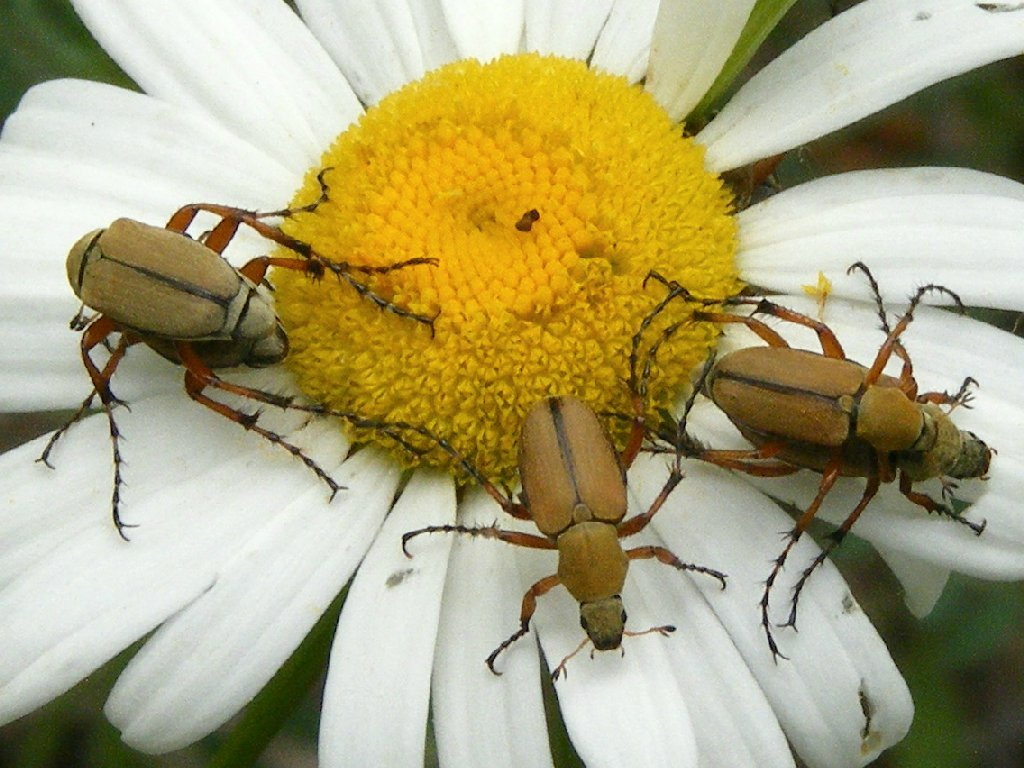
Grupo de Macrodactylus subspinosus alimentándose en una flor.

Luego que los adultos emergen entre finales de mayo y mediados de junio, se agrupan en hojas, brotes, flores y frutos para alimentarse y aparearse. Masticando los tejidos vegetales, estos escarabajos inducen la liberación de compuestos volátiles de la planta. Usando sus antenas, pueden detectar compuestos en el aire y orientarse a sí mismos en la dirección de otros individuos de la misma especie, llevando a su agrupación. Los machos también se orientan preferencialmente hacia hembras vírgenes, aunque se desconoce si ellos detectan feromonas liberadas por las hembras vírgenes o los compuestos volátiles de las plantas donde éstas se alimentan.

## Impacto humano
Los adultos se alimentan del follaje, flores y frutos de muchas plantas, incluyendo uvas, manzanas, duraznos, rosas, y otras plantas frutales u ornamentales. En las rosas el escarabajo destruye las hojas, lo que resulta molesto para muchos jardineros. También representan un problema en los viñedos debido a que consumen las uvas en floración e igualmente destruyen las hojas. Usualmente tienden a aparecer en enjambres, pudiendo llegar a contarse más de 100 individuos por planta en los viñedos. Esta alta cantidad de daño puede resultar en una pérdida total del área fotosintéticamente activa de la hoja y una reducción o incapacidad de polinización. Las larvas también son perjudiciales, pues se alimentan de las raíces de las plantas, limitando su crecimiento.